# آرثر روك
آرثر روك (بالإنجليزية: Arthur Rock)‏ هو مستثمر وشخصية أعمال أمريكي، ولد في 19 أغسطس 1926 في روتشستر في الولايات المتحدة.

## وصلات خارجية
- آرثر روك على موقع إن إن دي بي (الإنجليزية)